# Scottish League One 2017-2018
La Scottish League One 2017-2018 è la 43ª edizione di quella che era la Scottish Second Division e la quinta sotto la nuova denominazione.

## Squadre partecipanti
| Squadra         | Città      | Stadio              | Capienza | Posizione 2016-2017                                                        |
| --------------- | ---------- | ------------------- | -------- | -------------------------------------------------------------------------- |
| Airdrieonians   | Airdrie    | Excelsior Stadium   | 10,170   | 3º posto                                                                   |
| Albion Rovers   | Coatbridge | Cliftonhill Stadium | 1,238    | 8º posto                                                                   |
| Alloa Athletic  | Alloa      | Recreation Park     | 3,100    | 2º posto                                                                   |
| Arbroath        | Arbroath   | Gayfield Park       | 6,600    | 1º posto in Scottish League Two 2016-2017                                  |
| Ayr Utd         | Ayr        | Somerset Park       | 10,185   | 10º posto in Scottish Championship 2016-2017.                              |
| East Fife       | Methil     | Bayview Stadium     | 1,980    | 5º posto                                                                   |
| Forfar Athletic | Forfar     | Station Park        | 6,777    | 2º posto in Scottish League Two 2016-2017, vincitrice play-off promozione. |
| Queen's Park    | Glasgow    | Hampden Park        | 51,866   | 6º posto                                                                   |
| Raith Rovers    | Kirkcaldy  | Stark's Park        | 8,473    | 9º posto in Scottish Championship 2016-2017, perdente play-out.            |
| Stranraer       | Stranraer  | Stair Park          | 2,988    | 4º posto                                                                   |

## Classifica finale
|  | Pos. | Squadra         | Pt | G  | V  | N  | P  | GF | GS | DR  |
|  | ---- | --------------- | -- | -- | -- | -- | -- | -- | -- | --- |
|  | 1.   | Ayr Utd         | 76 | 36 | 24 | 4  | 8  | 92 | 42 | +50 |
|  | 2.   | Raith Rovers    | 75 | 36 | 22 | 9  | 5  | 68 | 32 | +36 |
|  | 3.   | Alloa Athletic  | 60 | 36 | 17 | 9  | 10 | 56 | 43 | +13 |
|  | 4.   | Arbroath        | 59 | 36 | 17 | 8  | 11 | 70 | 51 | +19 |
|  | 5.   | Stranraer       | 53 | 36 | 16 | 5  | 15 | 58 | 66 | −8  |
|  | 6.   | East Fife       | 42 | 36 | 13 | 3  | 20 | 49 | 67 | −18 |
|  | 7.   | Airdrieonians   | 41 | 36 | 10 | 11 | 15 | 46 | 60 | −14 |
|  | 8.   | Forfar Athletic | 38 | 36 | 11 | 5  | 20 | 40 | 65 | −25 |
|  | 9.   | Queen's Park    | 31 | 36 | 7  | 10 | 19 | 42 | 72 | −30 |
|  | 10.  | Albion Rovers   | 30 | 36 | 8  | 6  | 22 | 57 | 80 | −23 |

Legenda:

      Campione di League One e promossa in Championship
      Ammesse ai play-off per la Championship
      Ammesse ai play-out per la League Two
      Retrocessa in League Two
Note:

Tre punti a vittoria, uno a pareggio, zero a sconfitta.

## Post season

### Play-off promozione
Ai play-off partecipano la 2ª, 3ª e 4ª classificata della League One (Raith Rovers, Alloa Athletic, Arbroath) e la 9ª classificata della Championship 2017-2018 (Dumbarton).

#### Semifinali
| Squadra 1      | Totale | Squadra 2    | Andata | Ritorno |
| -------------- | ------ | ------------ | ------ | ------- |
| Arbroath       | 2 – 3  | Dumbarton    | 1 – 2  | 1 – 1   |
| Alloa Athletic | 4 – 1  | Raith Rovers | 2 – 0  | 2 - 1   |

#### Finale
| Squadra 1      | Totale | Squadra 2 | Andata | Ritorno     |
| -------------- | ------ | --------- | ------ | ----------- |
| Alloa Athletic | 2 – 1  | Dumbarton | 0 – 1  | 1 – 1 (dts) |

### Play-out
Ai play-out partecipano la 2ª, 3ª e 4ª classificata della League Two 2017-2018 (Peterhead, Stirling Albion, Stenhousemuir) e la 9ª classificata della League One 2017-2018 (Queen's Park).

#### Semifinali
| Squadra 1       | Totale | Squadra 2    | Andata | Ritorno |
| --------------- | ------ | ------------ | ------ | ------- |
| Stenhousemuir   | 3 – 2  | Queen's Park | 1 – 1  | 2 – 1   |
| Stirling Albion | 0 – 4  | Peterhead    | 0 – 1  | 0 - 3   |

#### Finale
| Squadra 1     | Totale | Squadra 2 | Andata | Ritorno |
| ------------- | ------ | --------- | ------ | ------- |
| Stenhousemuir | 2 – 1  | Peterhead | 2 – 0  | 0 – 1   |

## Verdetti
- Ayr Utd: Vincitore della Scottish League One, promosso in Scottish Championship 2018-2019.
- Alloa Athletic: Vincitore dei play-off promozione, promosso in Scottish Championship 2018-2019.
- Queen's Park: Perdente dei play-out, retrocesso in Scottish League Two 2018-2019.
- Albion Rovers: Ultimo della Scottish League One, retrocesso in Scottish League Two 2018-2019.